# جائزة الولايات المتحدة الكبرى 1989
جائزة الولايات المتحدة الكبرى 1989 هو سباق فورمولا 1 أقيم بتاريخ 4 يونيو 1989 في أريزونا. كان الخامس من أصل 16 في بطولة العالم لسباقات الفورمولا واحد موسم 1989.

## الترتيب النهائي
| الترتيب | السائق           | النقاط |
| ------- | ---------------- | ------ |
| 1       | ألن بروست        | 29     |
| 2       | آيرتون سينا      | 27     |
| 3       | ريكاردو باتريس   | 12     |
| 4       | نايجل مانسيل     | 9      |
| 5       | أليساندرو نانيني | 8      |
| المصدر: |                  |        |